# 石门国家森林公园
石门国家森林公园是一个位于中国广东省广州市从化区东北部的国家级森林公园。

## 历史
石门国家森林公园位于从化东北部大岭山林场内，距广州市85公里，离从化城区25公里。林场总面积3.9万亩，森林面积2.4万亩，森林覆盖率达98%以上，有华南地区仅存的原始次生林1.4万亩。林区气候温和，年平均气温为21度。其中全市最高峰天堂顶位于园内西北角，海拔1210米。此外还有巍峨石门、石门水池等天然景观。
公园至今保存着较为完整的南亚热带常绿阔叶林森林群落、天然禾雀花群落以及广东分布最大的天然红花荷林群落。